# Élections départementales de 2015 en Corrèze
Les élections départementales ont lieu les 22 et 29 mars 2015.

## Contexte départemental

### Assemblée départementale sortante
Avant les élections, le Conseil général de la Corrèze est présidé par Gérard Bonnet (PS). Il comprend 37 conseillers généraux issus des 37 cantons de la Corrèze. Après le redécoupage cantonal de 2014, ce sont 38 conseillers départementaux qui seront élus au sein des 19 nouveaux cantons de la Corrèze.
| Parti                             | Sigle | Sigle | Élus |
| --------------------------------- | ----- | ----- | ---- |
| Majorité (20 sièges)              |       |       |      |
| Parti socialiste                  |       | PS    | 13   |
| Parti communiste français         |       | PCF   | 4    |
| Divers gauche                     |       | DVG   | 3    |
| Opposition (17 sièges)            |       |       |      |
| Union pour un mouvement populaire |       | UMP   | 17   |
| Président du conseil général      |       |       |      |
| Gérard Bonnet (PS)                |       |       |      |

### Assemblée départementale élue
| Parti                                | Sigle | Sigle | Élus |
| ------------------------------------ | ----- | ----- | ---- |
| Majorité (26 sièges)                 |       |       |      |
| Union pour un mouvement populaire    |       | UMP   | 20   |
| Divers droite                        |       | DVD   | 5    |
| Union des démocrates et indépendants |       | UDI   | 1    |
| Opposition (12 sièges)               |       |       |      |
| Parti socialiste                     |       | PS    | 12   |
| Président du conseil départemental   |       |       |      |
| Pascal Coste (UMP)                   |       |       |      |

## Résultats à l'échelle du département

### Résultats par nuances du ministère de l'Intérieur
Les nuances utilisées par le ministère de l'Intérieur ne tiennent pas compte des alliances locales.
| Binômes     | Binômes            | Premier tour | Premier tour | Second tour | Second tour | Sièges |
| Binômes     | Binômes            | Voix         | %            | Voix        | %           | Sièges |
| ----------- | ------------------ | ------------ | ------------ | ----------- | ----------- | ------ |
|             | UMP                | 36 365       | 35,72        | 39 473      | 48,14       | 22     |
|             | Union de la droite | 9 557        | 9,39         | 3 463       | 4,22        | 4      |
| Droite      | Droite             | 45 922       | 45,11        | 42 936      | 52,36       | 26     |
|             |                    |              |              |             |             |        |
|             | PS                 | 32 263       | 31,69        | 39 062      | 47,64       | 12     |
|             | DVG                | 7 013        | 6,89         |             |             |        |
|             | FG                 | 5 029        | 4,94         |             |             |        |
|             | PCF                | 3 549        | 3,49         |             |             |        |
| Gauche      | Gauche             | 47 854       | 47,01        | 39 062      | 47,64       | 12     |
|             |                    |              |              |             |             |        |
|             | FN                 | 8 034        | 7,89         |             |             |        |
|             |                    |              |              |             |             |        |
| Inscrits    | Inscrits           | 185 962      | 100,00       | 147 856     | 100,00      |        |
| Abstentions | Abstentions        | 75 121       | 40,40        | 57 391      | 38,82       |        |
| Votants     | Votants            | 110 841      | 59,60        | 90 465      | 61,18       |        |
| Blancs      | Blancs             | 5 174        | 4,67         | 4 987       | 5,51        |        |
| Nuls        | Nuls               | 3 857        | 3,48         | 3 480       | 3,85        |        |
| Exprimés    | Exprimés           | 101 810      | 91,85        | 81 998      | 90,64       |        |

### Analyses
Le département bascule à droite après avoir été remporté par la gauche menée par François Hollande à l'occasion des élections cantonales de 2008. Ce dernier avait été reconduit en 2011, avant de démissionner l'année suivante à la suite de son accession à la présidence de la République.

### Résultats par canton
| Canton                        | Conseiller sortant     | Parti                    | Parti       | Conseiller élu           | Parti           | Parti           |
| ----------------------------- | ---------------------- | ------------------------ | ----------- | ------------------------ | --------------- | --------------- |
| Allassac                      | Canton créé            | Canton créé              | Canton créé | Gilbert Fronty           |                 | PS              |
| Allassac                      | Canton créé            | Canton créé              | Canton créé | Michèle Reliat           |                 | PS              |
| Argentat                      | François Bretin*       |                          | PCF         | Laurence Dumas           |                 | DVD             |
| Argentat                      | François Bretin*       | Jean-Claude Leygnac      | PCF         |                          | UMP             |                 |
| Ayen                          | Gérard Bonnet          |                          | PS          | Canton supprimé          | Canton supprimé | Canton supprimé |
| Beaulieu-sur-Dordogne         | Jacques Descargues*    |                          | PS          | Canton supprimé          | Canton supprimé | Canton supprimé |
| Beynat                        | Pascal Coste           |                          | UMP         | Canton supprimé          | Canton supprimé | Canton supprimé |
| Bort-les-Orgues               | Jean-Pierre Dupont*    |                          | UMP         | Canton supprimé          | Canton supprimé | Canton supprimé |
| Brive-la-Gaillarde-Centre     | Frédéric Soulier*      |                          | UMP         | Canton supprimé          | Canton supprimé | Canton supprimé |
| Brive-la-Gaillarde-Nord-Est   | Claude Nougein*        |                          | UMP         | Canton supprimé          | Canton supprimé | Canton supprimé |
| Brive-la-Gaillarde-Nord-Ouest | Michel Da Cunha        |                          | PS          | Canton supprimé          | Canton supprimé | Canton supprimé |
| Brive-la-Gaillarde-Sud-Est    | Jean-Claude Chauvignat |                          | DVG         | Canton supprimé          | Canton supprimé | Canton supprimé |
| Brive-la-Gaillarde-Sud-Ouest  | Alain Vacher           |                          | PCF         | Canton supprimé          | Canton supprimé | Canton supprimé |
| Brive-la-Gaillarde-1          | Canton créé            | Canton créé              | Canton créé | Michel Da Cunha          |                 | PS              |
| Brive-la-Gaillarde-1          | Canton créé            | Canton créé              | Canton créé | Hayat Tamimi             |                 | PS              |
| Brive-la-Gaillarde-2          | Canton créé            | Canton créé              | Canton créé | Francis Colasson         |                 | UMP             |
| Brive-la-Gaillarde-2          | Canton créé            | Canton créé              | Canton créé | Lilith Pittman           |                 | UMP             |
| Brive-la-Gaillarde-3          | Canton créé            | Canton créé              | Canton créé | Sandrine Maurin          |                 | UMP             |
| Brive-la-Gaillarde-3          | Canton créé            | Canton créé              | Canton créé | Gérard Soler             |                 | DVD             |
| Brive-la-Gaillarde-4          | Canton créé            | Canton créé              | Canton créé | Najat Deldouli           |                 | UMP             |
| Brive-la-Gaillarde-4          | Canton créé            | Canton créé              | Canton créé | Franck Peyret            |                 | UMP             |
| Bugeat                        | Christophe Petit       |                          | UMP         | Canton supprimé          | Canton supprimé | Canton supprimé |
| Corrèze                       | Bernadette Chirac*     |                          | UMP         | Canton supprimé          | Canton supprimé | Canton supprimé |
| Donzenac                      | Gilbert Fronty         |                          | PS          | Canton supprimé          | Canton supprimé | Canton supprimé |
| Égletons                      | Stéphanie Chazalnoël*  |                          | UMP         | Agnès Audeguil           |                 | UMP             |
| Égletons                      | Stéphanie Chazalnoël*  | Jean-Marie Taguet        | UMP         |                          | UMP             |                 |
| Eygurande                     | Alain Ballay*          |                          | DVG         | Canton supprimé          | Canton supprimé | Canton supprimé |
| Haute-Dordogne                | Canton créé            | Canton créé              | Canton créé | Danielle Coulaud         |                 | DVD             |
| Haute-Dordogne                | Canton créé            | Canton créé              | Canton créé | Jean Stöhr               |                 | UMP             |
| Juillac                       | Jean-Claude Yardin*    |                          | PS          | Canton supprimé          | Canton supprimé | Canton supprimé |
| Lapleau                       | Bertrand Chassagnard*  |                          | UMP         | Canton supprimé          | Canton supprimé | Canton supprimé |
| Larche                        | Jean-Jacques Delpech   |                          | UMP         | Canton supprimé          | Canton supprimé | Canton supprimé |
| Lubersac                      | Jean-Pierre Decaie*    |                          | UMP         | Canton supprimé          | Canton supprimé | Canton supprimé |
| Malemort-sur-Corrèze          | Robert Penalva*        |                          | PS          | Frédérique Meunier       |                 | UDI             |
| Malemort-sur-Corrèze          | Robert Penalva*        | Gilbert Rouhaud          | PS          |                          | DVD             |                 |
| Mercœur                       | Lucien Delpeuch*       |                          | UMP         | Canton supprimé          | Canton supprimé | Canton supprimé |
| Meymac                        | Jean-Pierre Audy*      |                          | UMP         | Canton supprimé          | Canton supprimé | Canton supprimé |
| Meyssac                       | Henri Salvant*         |                          | UMP         | Canton supprimé          | Canton supprimé | Canton supprimé |
| Midi corrézien                | Canton créé            | Canton créé              | Canton créé | Pascal Coste             |                 | UMP             |
| Midi corrézien                | Canton créé            | Canton créé              | Canton créé | Ghislaine Dubost         |                 | DVD             |
| Naves                         | Canton créé            | Canton créé              | Canton créé | Émilie Boucheteil        |                 | PS              |
| Naves                         | Canton créé            | Canton créé              | Canton créé | Jean-Claude Peyramard    |                 | PS              |
| Neuvic                        | Henri Roy*             |                          | PS          | Canton supprimé          | Canton supprimé | Canton supprimé |
| Plateau de Millevaches        | Canton créé            | Canton créé              | Canton créé | Christophe Petit         |                 | UMP             |
| Plateau de Millevaches        | Canton créé            | Canton créé              | Canton créé | Nelly Simandoux          |                 | UMP             |
| La Roche-Canillac             | Bernard Combes         |                          | PS          | Canton supprimé          | Canton supprimé | Canton supprimé |
| Saint-Pantaléon-de-Larche     | Canton créé            | Canton créé              | Canton créé | Jean-Jacques Delpech     |                 | UMP             |
| Saint-Pantaléon-de-Larche     | Canton créé            | Canton créé              | Canton créé | Nicole Taurisson         |                 | UMP             |
| Saint-Privat                  | Serge Galliez*         |                          | UMP         | Canton supprimé          | Canton supprimé | Canton supprimé |
| Sainte-Fortunade              | Canton créé            | Canton créé              | Canton créé | Roger Chassagnard        |                 | PS              |
| Sainte-Fortunade              | Canton créé            | Canton créé              | Canton créé | Stéphanie Vallée-Prévôté |                 | PS              |
| Seilhac                       | Noël Martinie          |                          | PS          | Canton supprimé          | Canton supprimé | Canton supprimé |
| Seilhac-Monédières            | Canton créé            | Canton créé              | Canton créé | Jean-Jacques Lauga       |                 | UMP             |
| Seilhac-Monédières            | Canton créé            | Canton créé              | Canton créé | Hélène Rome              |                 | UMP             |
| Sornac                        | Pierre Coutaud         |                          | DVG         | Canton supprimé          | Canton supprimé | Canton supprimé |
| Treignac                      | Hélène Rome            |                          | UMP         | Canton supprimé          | Canton supprimé | Canton supprimé |
| Tulle-Campagne-Nord           | Jean-Claude Peyramard  |                          | PS          | Canton supprimé          | Canton supprimé | Canton supprimé |
| Tulle-Campagne-Sud            | Roger Chassagnard      |                          | PS          | Canton supprimé          | Canton supprimé | Canton supprimé |
| Tulle-Urbain-Nord             | Pierre Diederichs*     |                          | PS          | Canton supprimé          | Canton supprimé | Canton supprimé |
| Tulle-Urbain-Sud              | Dominique Grador*      |                          | PCF         | Canton supprimé          | Canton supprimé | Canton supprimé |
| Tulle                         | Canton créé            | Canton créé              | Canton créé | Bernard Combes           |                 | PS              |
| Tulle                         | Canton créé            | Canton créé              | Canton créé | Annick Taysse            |                 | PS              |
| Ussel-Est                     | Daniel Delpy*          |                          | UMP         | Canton supprimé          | Canton supprimé | Canton supprimé |
| Ussel-Ouest                   | Christophe Arfeuillère |                          | UMP         | Canton supprimé          | Canton supprimé | Canton supprimé |
| Ussel                         | Canton créé            | Canton créé              | Canton créé | Christophe Arfeuillère   |                 | UMP             |
| Ussel                         | Canton créé            | Canton créé              | Canton créé | Marilou Padilla-Ratelade |                 | UMP             |
| Uzerche                       | Sophie Dessus*         |                          | PS          | Francis Comby            |                 | UMP             |
| Uzerche                       | Sophie Dessus*         | Annie Queyrel-Peyramaure | PS          |                          | UMP             |                 |
| Vigeois                       | Régine Delord          |                          | PCF         | Canton supprimé          | Canton supprimé | Canton supprimé |
| L'Yssandonnais                | Canton créé            | Canton créé              | Canton créé | Pascale Boissieras       |                 | PS              |
| L'Yssandonnais                | Canton créé            | Canton créé              | Canton créé | Gérard Bonnet            |                 | PS              |

* Conseillers généraux sortants ne se représentant pas

## Résultats par canton

### Canton d'Allassac
| Candidats            | Candidats         | Partis      | Partis      | Premier tour | Premier tour | Second tour | Second tour |
| Candidats            | Candidats         | Partis      | Partis      | Voix         | %            | Voix        | %           |
| -------------------- | ----------------- | ----------- | ----------- | ------------ | ------------ | ----------- | ----------- |
| 1                    | Régine Delord*    |             | PCF         | 1 043        | 16,46        |             |             |
| 1                    | Laurent Duplessis |             | PCF         | 1 043        | 16,46        |             |             |
| 2                    | Geneviève Andrieu |             | DVD         | 2 668        | 42,12        | 3 313       | 49,32       |
| 2                    | Didier Marsaleix  |             | MoDem       | 2 668        | 42,12        | 3 313       | 49,32       |
| 3                    | Gilbert Fronty*   |             | PS          | 2 624        | 41,42        | 3 405       | 50,68       |
| 3                    | Michèle Reliat    |             | PS          | 2 624        | 41,42        | 3 405       | 50,68       |
|                      |                   |             |             |              |              |             |             |
| Inscrits             | Inscrits          | Inscrits    | Inscrits    | 12 040       | 100,00       | 12 040      | 100,00      |
| Abstentions          | Abstentions       | Abstentions | Abstentions | 4 919        | 40,86        | 4 552       | 37,81       |
| Votants              | Votants           | Votants     | Votants     | 7 121        | 59,14        | 7 488       | 62,19       |
| Blancs               | Blancs            | Blancs      | Blancs      | 447          | 6,28         | 467         | 6,24        |
| Nuls                 | Nuls              | Nuls        | Nuls        | 339          | 4,76         | 303         | 4,05        |
| Exprimés             | Exprimés          | Exprimés    | Exprimés    | 6 335        | 88,96        | 6 718       | 89,72       |
| * conseiller sortant |                   |             |             |              |              |             |             |

### Canton d'Argentat
| Candidats   | Candidats              | Partis      | Partis      | Premier tour | Premier tour |
| Candidats   | Candidats              | Partis      | Partis      | Voix         | %            |
| ----------- | ---------------------- | ----------- | ----------- | ------------ | ------------ |
| 1           | Laurence Dumas         |             | DVD         | 3 176        | 54,84        |
| 1           | Jean-Claude Leygnac    |             | UMP         | 3 176        | 54,84        |
| 2           | Annie Reynier          |             | PS          | 1 855        | 32,03        |
| 2           | Jean-Basile Sallard    |             | PS          | 1 855        | 32,03        |
| 3           | Annette Fournier-Tinel |             | PCF         | 760          | 13,12        |
| 3           | Jean-Pierre Lechat     |             | PCF         | 760          | 13,12        |
|             |                        |             |             |              |              |
| Inscrits    | Inscrits               | Inscrits    | Inscrits    | 10 072       | 100,00       |
| Abstentions | Abstentions            | Abstentions | Abstentions | 3 650        | 36,24        |
| Votants     | Votants                | Votants     | Votants     | 6 422        | 63,76        |
| Blancs      | Blancs                 | Blancs      | Blancs      | 393          | 6,12         |
| Nuls        | Nuls                   | Nuls        | Nuls        | 238          | 3,71         |
| Exprimés    | Exprimés               | Exprimés    | Exprimés    | 5 791        | 90,17        |

### Canton de Brive-la-Gaillarde-1
| Candidats            | Candidats         | Partis      | Partis      | Premier tour | Premier tour | Second tour | Second tour |
| Candidats            | Candidats         | Partis      | Partis      | Voix         | %            | Voix        | %           |
| -------------------- | ----------------- | ----------- | ----------- | ------------ | ------------ | ----------- | ----------- |
| 1                    | Michel Da Cunha*  |             | PS          | 1 220        | 32,03        | 1 846       | 50,29       |
| 1                    | Hayat Tamimi      |             | PS          | 1 220        | 32,03        | 1 846       | 50,29       |
| 2                    | Nicole Blazquez   |             | FN          | 844          | 22,16        |             |             |
| 2                    | Daniel Ponthier   |             | FN          | 844          | 22,16        |             |             |
| 3                    | Jean-Marc Comas   |             | UDI         | 1 250        | 32,82        | 1 825       | 49,71       |
| 3                    | Valérie Taurisson |             | UMP         | 1 250        | 32,82        | 1 825       | 49,71       |
| 4                    | Claude Goumy      |             | PCF         | 495          | 13,00        |             |             |
| 4                    | Véronique Seillé  |             | PG          | 495          | 13,00        |             |             |
|                      |                   |             |             |              |              |             |             |
| Inscrits             | Inscrits          | Inscrits    | Inscrits    | 8 458        | 100,00       | 8 457       | 100,00      |
| Abstentions          | Abstentions       | Abstentions | Abstentions | 4 398        | 52,00        | 4 320       | 51,08       |
| Votants              | Votants           | Votants     | Votants     | 4 060        | 48,00        | 4 137       | 48,92       |
| Blancs               | Blancs            | Blancs      | Blancs      | 125          | 3,08         | 267         | 6,45        |
| Nuls                 | Nuls              | Nuls        | Nuls        | 126          | 3,10         | 199         | 4,81        |
| Exprimés             | Exprimés          | Exprimés    | Exprimés    | 3 809        | 93,82        | 3 671       | 88,74       |
| * conseiller sortant |                   |             |             |              |              |             |             |

### Canton de Brive-la-Gaillarde-2
| Candidats   | Candidats           | Partis      | Partis      | Premier tour | Premier tour | Second tour | Second tour |
| Candidats   | Candidats           | Partis      | Partis      | Voix         | %            | Voix        | %           |
| ----------- | ------------------- | ----------- | ----------- | ------------ | ------------ | ----------- | ----------- |
| 1           | Francis Colasson    |             | UMP         | 2 282        | 49,46        | 2 878       | 64,27       |
| 1           | Lilith Pittman      |             | UMP         | 2 282        | 49,46        | 2 878       | 64,27       |
| 2           | Stéphanie Arènes    |             | FN          | 803          | 17,40        |             |             |
| 2           | Antoine d'Aguanno   |             | FN          | 803          | 17,40        |             |             |
| 3           | Bertrand Daviot     |             | ND,         | 425          | 9,21         |             |             |
| 3           | Denise Veau-Lachaud |             | PCF,        | 425          | 9,21         |             |             |
| 4           | Adem Ersoy          |             | PS          | 1 104        | 23,93        | 1 600       | 35,73       |
| 4           | Marion Leyssenne    |             | PS          | 1 104        | 23,93        | 1 600       | 35,73       |
|             |                     |             |             |              |              |             |             |
| Inscrits    | Inscrits            | Inscrits    | Inscrits    | 9 466        | 100,00       | 9 463       | 100,00      |
| Abstentions | Abstentions         | Abstentions | Abstentions | 4 566        | 48,24        | 4 531       | 47,88       |
| Votants     | Votants             | Votants     | Votants     | 4 900        | 51,76        | 4 932       | 52,12       |
| Blancs      | Blancs              | Blancs      | Blancs      | 178          | 3,63         | 270         | 5,47        |
| Nuls        | Nuls                | Nuls        | Nuls        | 108          | 2,20         | 184         | 3,73        |
| Exprimés    | Exprimés            | Exprimés    | Exprimés    | 4 614        | 94,16        | 4 478       | 90,79       |

### Canton de Brive-la-Gaillarde-3
| Candidats            | Candidats               | Partis      | Partis      | Premier tour | Premier tour | Second tour | Second tour |
| Candidats            | Candidats               | Partis      | Partis      | Voix         | %            | Voix        | %           |
| -------------------- | ----------------------- | ----------- | ----------- | ------------ | ------------ | ----------- | ----------- |
| 1                    | Sandrine Maurin         |             | UMP         | 1 728        | 41,92        | 2 260       | 56,42       |
| 1                    | Gérard Soler            |             | DVD         | 1 728        | 41,92        | 2 260       | 56,42       |
| 2                    | Nelly Brun              |             | FN          | 777          | 18,85        |             |             |
| 2                    | José Dinucci            |             | FN          | 777          | 18,85        |             |             |
| 3                    | Nicole Chaumont         |             | PS          | 1 189        | 28,85        | 1 746       | 43,58       |
| 3                    | Jean-Claude Chauvignat* |             | DVG         | 1 189        | 28,85        | 1 746       | 43,58       |
| 4                    | Daniel Freygefond       |             | EÉLV        | 428          | 10,38        |             |             |
| 4                    | Line-Rose Mazaudoux     |             | PCF         | 428          | 10,38        |             |             |
|                      |                         |             |             |              |              |             |             |
| Inscrits             | Inscrits                | Inscrits    | Inscrits    | 8 299        | 100,00       | 8 295       | 100,00      |
| Abstentions          | Abstentions             | Abstentions | Abstentions | 3 966        | 47,79        | 3 932       | 47,40       |
| Votants              | Votants                 | Votants     | Votants     | 4 333        | 52,21        | 4 363       | 52,60       |
| Blancs               | Blancs                  | Blancs      | Blancs      | 116          | 2,68         | 191         | 4,38        |
| Nuls                 | Nuls                    | Nuls        | Nuls        | 95           | 2,19         | 166         | 3,80        |
| Exprimés             | Exprimés                | Exprimés    | Exprimés    | 4 122        | 95,13        | 4 006       | 91,82       |
| * conseiller sortant |                         |             |             |              |              |             |             |

### Canton de Brive-la-Gaillarde-4
| Candidats            | Candidats           | Partis      | Partis      | Premier tour | Premier tour | Second tour | Second tour |
| Candidats            | Candidats           | Partis      | Partis      | Voix         | %            | Voix        | %           |
| -------------------- | ------------------- | ----------- | ----------- | ------------ | ------------ | ----------- | ----------- |
| 1                    | Fabienne Cassagnes  |             | PCF         | 1 021        | 24,06        |             |             |
| 1                    | Alain Vacher*       |             | PCF         | 1 021        | 24,06        |             |             |
| 2                    | Najat Deldouli      |             | UMP         | 1 757        | 41,41        | 2 155       | 50,12       |
| 2                    | Franck Peyret       |             | UMP         | 1 757        | 41,41        | 2 155       | 50,12       |
| 3                    | Patricia Broussolle |             | PS          | 1 465        | 34,53        | 2 145       | 49,88       |
| 3                    | Jean-Jacques Thomas |             | PS          | 1 465        | 34,53        | 2 145       | 49,88       |
|                      |                     |             |             |              |              |             |             |
| Inscrits             | Inscrits            | Inscrits    | Inscrits    | 9 748        | 100,00       | 9 744       | 100,00      |
| Abstentions          | Abstentions         | Abstentions | Abstentions | 4 930        | 50,57        | 4 876       | 50,04       |
| Votants              | Votants             | Votants     | Votants     | 4 818        | 49,43        | 4 868       | 49,96       |
| Blancs               | Blancs              | Blancs      | Blancs      | 303          | 6,29         | 294         | 6,04        |
| Nuls                 | Nuls                | Nuls        | Nuls        | 272          | 5,65         | 274         | 5,63        |
| Exprimés             | Exprimés            | Exprimés    | Exprimés    | 4 243        | 88,07        | 4 300       | 88,33       |
| * conseiller sortant |                     |             |             |              |              |             |             |

### Canton d'Égletons
| Candidats   | Candidats               | Partis      | Partis      | Premier tour | Premier tour |
| Candidats   | Candidats               | Partis      | Partis      | Voix         | %            |
| ----------- | ----------------------- | ----------- | ----------- | ------------ | ------------ |
| 1           | Agnès Audeguil          |             | UMP         | 2 295        | 51,20        |
| 1           | Jean-Marie Taguet       |             | UMP         | 2 295        | 51,20        |
| 2           | Daniel Dumas            |             | DVG         | 1 763        | 39,34        |
| 2           | Marie-Laure Suau        |             | DVG         | 1 763        | 39,34        |
| 2           | Élisabeth Jacq-Ceugnart |             | PCF         | 424          | 9,46         |
| 2           | Michel Le Roux          |             | EÉLV        | 424          | 9,46         |
|             |                         |             |             |              |              |
| Inscrits    | Inscrits                | Inscrits    | Inscrits    | 7 577        | 100,00       |
| Abstentions | Abstentions             | Abstentions | Abstentions | 2 627        | 34,67        |
| Votants     | Votants                 | Votants     | Votants     | 4 950        | 65,33        |
| Blancs      | Blancs                  | Blancs      | Blancs      | 264          | 5,33         |
| Nuls        | Nuls                    | Nuls        | Nuls        | 204          | 4,12         |
| Exprimés    | Exprimés                | Exprimés    | Exprimés    | 4 482        | 90,55        |

### Canton de Haute-Dordogne
| Candidats   | Candidats          | Partis      | Partis      | Premier tour | Premier tour | Second tour | Second tour |
| Candidats   | Candidats          | Partis      | Partis      | Voix         | %            | Voix        | %           |
| ----------- | ------------------ | ----------- | ----------- | ------------ | ------------ | ----------- | ----------- |
| 1           | Amandine Dewaele   |             | EÉLV        | 480          | 10,81        |             |             |
| 1           | Luc Le Caloch      |             | FG          | 480          | 10,81        |             |             |
| 2           | Danielle Coulaud   |             | DVD         | 2 154        | 48,50        | 2 422       | 51,16       |
| 2           | Jean Stöhr         |             | UMP         | 2 154        | 48,50        | 2 422       | 51,16       |
| 3           | Dominique Miermont |             | PS          | 1 807        | 40,69        | 2 312       | 48,84       |
| 3           | Jean-Michel Taudin |             | PS          | 1 807        | 40,69        | 2 312       | 48,84       |
|             |                    |             |             |              |              |             |             |
| Inscrits    | Inscrits           | Inscrits    | Inscrits    | 8 377        | 100,00       | 8 375       | 100,00      |
| Abstentions | Abstentions        | Abstentions | Abstentions | 3 372        | 40,25        | 3 184       | 38,02       |
| Votants     | Votants            | Votants     | Votants     | 5 005        | 59,75        | 5 191       | 61,98       |
| Blancs      | Blancs             | Blancs      | Blancs      | 304          | 6,07         | 281         | 5,41        |
| Nuls        | Nuls               | Nuls        | Nuls        | 260          | 5,19         | 176         | 3,39        |
| Exprimés    | Exprimés           | Exprimés    | Exprimés    | 4 441        | 88,73        | 4 734       | 91,20       |

### Canton de Malemort-sur-Corrèze
| Candidats   | Candidats                  | Partis      | Partis      | Premier tour | Premier tour |
| Candidats   | Candidats                  | Partis      | Partis      | Voix         | %            |
| ----------- | -------------------------- | ----------- | ----------- | ------------ | ------------ |
| 1           | Frédérique Meunier         |             | UDI         | 3 324        | 60,03        |
| 1           | Gilbert Rouhaud            |             | DVD         | 3 324        | 60,03        |
| 2           | Sylvie de Carvalho-Peyrout |             | PS          | 1 384        | 25,00        |
| 2           | Jacques Desjardins         |             | PS          | 1 384        | 25,00        |
| 3           | Bernard Crouzevialle       |             | FG          | 829          | 14,97        |
| 3           | Mumine Ozsöy               |             | EÉLV        | 829          | 14,97        |
|             |                            |             |             |              |              |
| Inscrits    | Inscrits                   | Inscrits    | Inscrits    | 11 732       | 100,00       |
| Abstentions | Abstentions                | Abstentions | Abstentions | 5 377        | 45,83        |
| Votants     | Votants                    | Votants     | Votants     | 6 355        | 54,17        |
| Blancs      | Blancs                     | Blancs      | Blancs      | 443          | 6,97         |
| Nuls        | Nuls                       | Nuls        | Nuls        | 375          | 5,90         |
| Exprimés    | Exprimés                   | Exprimés    | Exprimés    | 5 537        | 87,13        |

### Canton du Midi corrézien
| Candidats            | Candidats          | Partis      | Partis      | Premier tour | Premier tour | Second tour | Second tour |
| Candidats            | Candidats          | Partis      | Partis      | Voix         | %            | Voix        | %           |
| -------------------- | ------------------ | ----------- | ----------- | ------------ | ------------ | ----------- | ----------- |
| 1                    | Pascal Coste*      |             | UMP         | 3 169        | 48,04        | 3 818       | 61,48       |
| 1                    | Ghislaine Dubost   |             | DVD         | 3 169        | 48,04        | 3 818       | 61,48       |
| 2                    | Sébastien Colpin   |             | FN          | 986          | 14,95        |             |             |
| 2                    | Frédérique Lannaud |             | FN          | 986          | 14,95        |             |             |
| 3                    | Gérard Bavant      |             | PG          | 730          | 11,07        |             |             |
| 3                    | Claude Maupertuy   |             | PG          | 730          | 11,07        |             |             |
| 4                    | Sylvie Jayle       |             | PS          | 1 711        | 25,94        | 2 392       | 38,52       |
| 4                    | Bertrand Rivière   |             | PS          | 1 711        | 25,94        | 2 392       | 38,52       |
|                      |                    |             |             |              |              |             |             |
| Inscrits             | Inscrits           | Inscrits    | Inscrits    | 10 233       | 100,00       | 10 232      | 100,00      |
| Abstentions          | Abstentions        | Abstentions | Abstentions | 3 280        | 32,05        | 3 375       | 32,98       |
| Votants              | Votants            | Votants     | Votants     | 6 953        | 67,95        | 6 857       | 67,02       |
| Blancs               | Blancs             | Blancs      | Blancs      | 226          | 3,25         | 420         | 6,13        |
| Nuls                 | Nuls               | Nuls        | Nuls        | 131          | 1,88         | 227         | 3,31        |
| Exprimés             | Exprimés           | Exprimés    | Exprimés    | 6 596        | 94,87        | 6 210       | 90,56       |
| * conseiller sortant |                    |             |             |              |              |             |             |

### Canton de Naves
| Candidats            | Candidats                | Partis      | Partis      | Premier tour | Premier tour | Second tour | Second tour |
| Candidats            | Candidats                | Partis      | Partis      | Voix         | %            | Voix        | %           |
| -------------------- | ------------------------ | ----------- | ----------- | ------------ | ------------ | ----------- | ----------- |
| 1                    | Magali Dubois            |             | UMP         | 2 361        | 42,76        | 2 677       | 46,61       |
| 1                    | Christophe Jerretie      |             | DVD         | 2 361        | 42,76        | 2 677       | 46,61       |
| 2                    | Bernard Jauvion          |             | FG          | 973          | 17,62        |             |             |
| 2                    | Murriel Padovani-Lorioux |             | EÉLV        | 973          | 17,62        |             |             |
| 3                    | Émilie Boucheteil        |             | PS          | 2 188        | 39,62        | 3 067       | 53,39       |
| 3                    | Jean-Claude Peyramard*   |             | PS          | 2 188        | 39,62        | 3 067       | 53,39       |
|                      |                          |             |             |              |              |             |             |
| Inscrits             | Inscrits                 | Inscrits    | Inscrits    | 9 292        | 100,00       | 9 288       | 100,00      |
| Abstentions          | Abstentions              | Abstentions | Abstentions | 3 238        | 34,85        | 2 910       | 31,33       |
| Votants              | Votants                  | Votants     | Votants     | 6 054        | 65,15        | 6 378       | 68,67       |
| Blancs               | Blancs                   | Blancs      | Blancs      | 305          | 5,04         | 361         | 5,66        |
| Nuls                 | Nuls                     | Nuls        | Nuls        | 227          | 3,75         | 273         | 4,28        |
| Exprimés             | Exprimés                 | Exprimés    | Exprimés    | 5 522        | 91,21        | 5 744       | 90,06       |
| * conseiller sortant |                          |             |             |              |              |             |             |

### Canton du Plateau de Millevaches
| Candidats            | Candidats           | Partis      | Partis      | Premier tour | Premier tour | Second tour | Second tour |
| Candidats            | Candidats           | Partis      | Partis      | Voix         | %            | Voix        | %           |
| -------------------- | ------------------- | ----------- | ----------- | ------------ | ------------ | ----------- | ----------- |
| 1                    | Marie Chassaing     |             | FN          | 740          | 13,88        |             |             |
| 1                    | Sébastien Pialeport |             | FN          | 740          | 13,88        |             |             |
| 2                    | Christophe Petit*   |             | UMP         | 2 096        | 39,32        | 2 799       | 51,67       |
| 2                    | Nelly Simandoux     |             | UMP         | 2 096        | 39,32        | 2 799       | 51,67       |
| 3                    | Pierre Coutaud*     |             | DVG         | 1 662        | 31,18        | 2 618       | 48,33       |
| 3                    | Fabienne Garnerin   |             | PS          | 1 662        | 31,18        | 2 618       | 48,33       |
| 4                    | Marie-Rose Bourneil |             | PCF         | 832          | 15,61        |             |             |
| 4                    | Jean-Louis Faure    |             | PCF         | 832          | 15,61        |             |             |
|                      |                     |             |             |              |              |             |             |
| Inscrits             | Inscrits            | Inscrits    | Inscrits    | 8 731        | 100,00       | 8 727       | 100,00      |
| Abstentions          | Abstentions         | Abstentions | Abstentions | 3 142        | 35,99        | 2 900       | 33,23       |
| Votants              | Votants             | Votants     | Votants     | 5 589        | 64,01        | 5 827       | 66,77       |
| Blancs               | Blancs              | Blancs      | Blancs      | 164          | 2,93         | 243         | 4,17        |
| Nuls                 | Nuls                | Nuls        | Nuls        | 95           | 1,70         | 167         | 2,87        |
| Exprimés             | Exprimés            | Exprimés    | Exprimés    | 5 330        | 95,37        | 5 417       | 92,96       |
| * conseiller sortant |                     |             |             |              |              |             |             |

### Canton de Saint-Pantaléon-de-Larche
| Candidats            | Candidats             | Partis      | Partis      | Premier tour | Premier tour | Second tour | Second tour |
| Candidats            | Candidats             | Partis      | Partis      | Voix         | %            | Voix        | %           |
| -------------------- | --------------------- | ----------- | ----------- | ------------ | ------------ | ----------- | ----------- |
| 1                    | Jean-Jacques Delpech* |             | UMP         | 2 656        | 39,64        | 3 621       | 55,89       |
| 1                    | Nicole Taurisson      |             | UMP         | 2 656        | 39,64        | 3 621       | 55,89       |
| 2                    | Isabelle David        |             | PS          | 1 833        | 27,35        | 2 858       | 44,11       |
| 2                    | Guy Roques            |             | PS          | 1 833        | 27,35        | 2 858       | 44,11       |
| 3                    | Stéphane Rumèbe       |             | FN          | 1 408        | 21,01        |             |             |
| 3                    | Sylvie Verdier        |             | FN          | 1 408        | 21,01        |             |             |
| 4                    | Gérard Caleix         |             | PCF         | 804          | 12,00        |             |             |
| 4                    | Cathy Merlin          |             | PCF         | 804          | 12,00        |             |             |
|                      |                       |             |             |              |              |             |             |
| Inscrits             | Inscrits              | Inscrits    | Inscrits    | 12 203       | 100,00       | 12 203      | 100,00      |
| Abstentions          | Abstentions           | Abstentions | Abstentions | 5 104        | 41,83        | 4 998       | 40,96       |
| Votants              | Votants               | Votants     | Votants     | 7 099        | 58,17        | 7 205       | 59,04       |
| Blancs               | Blancs                | Blancs      | Blancs      | 238          | 3,35         | 450         | 6,25        |
| Nuls                 | Nuls                  | Nuls        | Nuls        | 160          | 2,25         | 276         | 3,83        |
| Exprimés             | Exprimés              | Exprimés    | Exprimés    | 6 701        | 94,39        | 6 479       | 89,92       |
| * conseiller sortant |                       |             |             |              |              |             |             |

### Canton de Sainte-Fortunade
| Candidats            | Candidats                | Partis      | Partis      | Premier tour | Premier tour | Second tour | Second tour |
| Candidats            | Candidats                | Partis      | Partis      | Voix         | %            | Voix        | %           |
| -------------------- | ------------------------ | ----------- | ----------- | ------------ | ------------ | ----------- | ----------- |
| 1                    | Xavier Durand            |             | UMP         | 2 201        | 42,08        | 2 550       | 47,33       |
| 1                    | Gisèle Graffouillère     |             | UMP         | 2 201        | 42,08        | 2 550       | 47,33       |
| 2                    | Roger Chassagnard*       |             | PS          | 2 073        | 39,63        | 2 838       | 52,67       |
| 2                    | Stéphanie Vallée-Prévôté |             | PS          | 2 073        | 39,63        | 2 838       | 52,67       |
| 3                    | Roger Colin              |             | PG          | 957          | 18,29        |             |             |
| 3                    | Martine Vieillefond      |             | PCF         | 957          | 18,29        |             |             |
|                      |                          |             |             |              |              |             |             |
| Inscrits             | Inscrits                 | Inscrits    | Inscrits    | 8 984        | 100,00       | 8 983       | 100,00      |
| Abstentions          | Abstentions              | Abstentions | Abstentions | 3 123        | 34,76        | 2 988       | 33,26       |
| Votants              | Votants                  | Votants     | Votants     | 5 861        | 65,24        | 5 995       | 66,74       |
| Blancs               | Blancs                   | Blancs      | Blancs      | 342          | 5,84         | 382         | 6,37        |
| Nuls                 | Nuls                     | Nuls        | Nuls        | 288          | 4,91         | 225         | 3,75        |
| Exprimés             | Exprimés                 | Exprimés    | Exprimés    | 5 231        | 89,25        | 5 388       | 89,87       |
| * conseiller sortant |                          |             |             |              |              |             |             |

### Canton de Seilhac-Monédières
| Candidats            | Candidats           | Partis      | Partis      | Premier tour | Premier tour | Second tour | Second tour |
| Candidats            | Candidats           | Partis      | Partis      | Voix         | %            | Voix        | %           |
| -------------------- | ------------------- | ----------- | ----------- | ------------ | ------------ | ----------- | ----------- |
| 1                    | Jean-Jacques Lauga  |             | UMP         | 2 885        | 47,86        | 3 448       | 54,77       |
| 1                    | Hélène Rome*        |             | UMP         | 2 885        | 47,86        | 3 448       | 54,77       |
| 2                    | Josette Gorce Moulu |             | PS          | 1 706        | 28,30        | 2 847       | 45,23       |
| 2                    | Noël Martinie*      |             | PS          | 1 706        | 28,30        | 2 847       | 45,23       |
| 3                    | Sophie Bezeau       |             | FG          | 1 437        | 23,84        |             |             |
| 3                    | Marc Géraudie       |             | FG          | 1 437        | 23,84        |             |             |
|                      |                     |             |             |              |              |             |             |
| Inscrits             | Inscrits            | Inscrits    | Inscrits    | 9 865        | 100,00       | 9 860       | 100,00      |
| Abstentions          | Abstentions         | Abstentions | Abstentions | 3 316        | 33,61        | 2 948       | 29,90       |
| Votants              | Votants             | Votants     | Votants     | 6 549        | 66,39        | 6 912       | 70,10       |
| Blancs               | Blancs              | Blancs      | Blancs      | 306          | 4,67         | 347         | 5,02        |
| Nuls                 | Nuls                | Nuls        | Nuls        | 215          | 3,28         | 270         | 3,91        |
| Exprimés             | Exprimés            | Exprimés    | Exprimés    | 6 028        | 92,04        | 6 295       | 91,07       |
| * conseiller sortant |                     |             |             |              |              |             |             |

### Canton de Tulle
| Candidats            | Candidats             | Partis      | Partis      | Premier tour | Premier tour | Second tour | Second tour |
| Candidats            | Candidats             | Partis      | Partis      | Voix         | %            | Voix        | %           |
| -------------------- | --------------------- | ----------- | ----------- | ------------ | ------------ | ----------- | ----------- |
| 1                    | Bernard Combes*       |             | PS          | 2 540        | 49,85        | 3 208       | 64,22       |
| 1                    | Annick Taysse         |             | PS          | 2 540        | 49,85        | 3 208       | 64,22       |
| 2                    | Raphaël Chaumeil      |             | UMP         | 1 333        | 26,16        | 1 787       | 35,78       |
| 2                    | Nathalie Thyssier     |             | UDI         | 1 333        | 26,16        | 1 787       | 35,78       |
| 3                    | Marie-Noëlle Chaumeil |             | FN          | 652          | 12,80        |             |             |
| 3                    | Frédéric Pialeport    |             | FN          | 652          | 12,80        |             |             |
| 4                    | Roger Laval           |             | PCF         | 570          | 11,19        |             |             |
| 4                    | Véronique Momenteau   |             | E!          | 570          | 11,19        |             |             |
|                      |                       |             |             |              |              |             |             |
| Inscrits             | Inscrits              | Inscrits    | Inscrits    | 9 639        | 100,00       | 9 640       | 100,00      |
| Abstentions          | Abstentions           | Abstentions | Abstentions | 4 243        | 44,02        | 4 164       | 43,20       |
| Votants              | Votants               | Votants     | Votants     | 5 396        | 55,98        | 5 476       | 56,80       |
| Blancs               | Blancs                | Blancs      | Blancs      | 176          | 3,26         | 278         | 5,08        |
| Nuls                 | Nuls                  | Nuls        | Nuls        | 125          | 2,32         | 203         | 3,71        |
| Exprimés             | Exprimés              | Exprimés    | Exprimés    | 5 095        | 94,42        | 4 995       | 91,22       |
| * conseiller sortant |                       |             |             |              |              |             |             |

### Canton d'Ussel
| Candidats            | Candidats                | Partis      | Partis      | Premier tour | Premier tour |
| Candidats            | Candidats                | Partis      | Partis      | Voix         | %            |
| -------------------- | ------------------------ | ----------- | ----------- | ------------ | ------------ |
| 1                    | Christophe Arfeuillère*  |             | UMP         | 2 362        | 50,45        |
| 1                    | Marilou Padilla-Ratelade |             | UMP         | 2 362        | 50,45        |
| 2                    | Yoan Cronnier            |             | PS          | 1 008        | 21,53        |
| 2                    | Marie-Hélène Pommier     |             | PS          | 1 008        | 21,53        |
| 3                    | Jérôme Bournazel         |             | FN          | 830          | 17,73        |
| 3                    | Sandra Miuzzo            |             | FN          | 830          | 17,73        |
| 4                    | Gilles Chazal            |             | PCF         | 482          | 10,29        |
| 4                    | Patricia Tillet          |             | PCF         | 482          | 10,29        |
|                      |                          |             |             |              |              |
| Inscrits             | Inscrits                 | Inscrits    | Inscrits    | 8 690        | 100,00       |
| Abstentions          | Abstentions              | Abstentions | Abstentions | 3 679        | 42,34        |
| Votants              | Votants                  | Votants     | Votants     | 5 011        | 57,66        |
| Blancs               | Blancs                   | Blancs      | Blancs      | 175          | 3,49         |
| Nuls                 | Nuls                     | Nuls        | Nuls        | 154          | 3,07         |
| Exprimés             | Exprimés                 | Exprimés    | Exprimés    | 4 682        | 93,43        |
| * conseiller sortant |                          |             |             |              |              |

### Canton d'Uzerche
| Candidats   | Candidats                | Partis      | Partis      | Premier tour | Premier tour | Second tour | Second tour |
| Candidats   | Candidats                | Partis      | Partis      | Voix         | %            | Voix        | %           |
| ----------- | ------------------------ | ----------- | ----------- | ------------ | ------------ | ----------- | ----------- |
| 1           | Agnès Gollinucci         |             | FN          | 1 070        | 16,40        |             |             |
| 1           | Patrick Martel           |             | FN          | 1 070        | 16,40        |             |             |
| 2           | Francine Pusset          |             | PS          | 1 747        | 26,77        | 2 376       | 37,74       |
| 2           | Bernard Roux             |             | PS          | 1 747        | 26,77        | 2 376       | 37,74       |
| 3           | Francis Comby            |             | UMP         | 3 089        | 47,33        | 3 920       | 62,26       |
| 3           | Annie Queyrel Peyramaure |             | UMP         | 3 089        | 47,33        | 3 920       | 62,26       |
| 4           | Julie Devès              |             | FG          | 620          | 9,50         |             |             |
| 4           | David Martinez           |             | FG          | 620          | 9,50         |             |             |
|             |                          |             |             |              |              |             |             |
| Inscrits    | Inscrits                 | Inscrits    | Inscrits    | 11 050       | 100,00       | 11 049      | 100,00      |
| Abstentions | Abstentions              | Abstentions | Abstentions | 4 039        | 36,55        | 4 024       | 36,42       |
| Votants     | Votants                  | Votants     | Votants     | 7 011        | 63,45        | 7 025       | 63,58       |
| Blancs      | Blancs                   | Blancs      | Blancs      | 295          | 4,21         | 428         | 6,09        |
| Nuls        | Nuls                     | Nuls        | Nuls        | 190          | 2,71         | 301         | 4,28        |
| Exprimés    | Exprimés                 | Exprimés    | Exprimés    | 6 526        | 93,08        | 6 296       | 89,62       |

### Canton de l'Yssandonnais
| Candidats            | Candidats          | Partis      | Partis      | Premier tour | Premier tour | Second tour | Second tour |
| Candidats            | Candidats          | Partis      | Partis      | Voix         | %            | Voix        | %           |
| -------------------- | ------------------ | ----------- | ----------- | ------------ | ------------ | ----------- | ----------- |
| 1                    | Ghislaine Bordas   |             | E!          | 634          | 9,43         |             |             |
| 1                    | Jean-Marc Vareille |             | PG          | 634          | 9,43         |             |             |
| 2                    | Pascale Boissieras |             | PS          | 3 034        | 45,12        | 3 804       | 52,35       |
| 2                    | Gérard Bonnet*     |             | PS          | 3 034        | 45,12        | 3 804       | 52,35       |
| 3                    | Didier Decemme     |             | UMP         | 3 057        | 45,46        | 3 463       | 47,65       |
| 3                    | Nicole Poulverel   |             | UMP         | 3 057        | 45,46        | 3 463       | 47,65       |
|                      |                    |             |             |              |              |             |             |
| Inscrits             | Inscrits           | Inscrits    | Inscrits    | 11 508       | 100,00       | 11 500      | 100,00      |
| Abstentions          | Abstentions        | Abstentions | Abstentions | 4 154        | 36,10        | 3 689       | 32,08       |
| Votants              | Votants            | Votants     | Votants     | 7 354        | 63,90        | 7 811       | 67,92       |
| Blancs               | Blancs             | Blancs      | Blancs      | 351          | 4,77         | 308         | 3,94        |
| Nuls                 | Nuls               | Nuls        | Nuls        | 278          | 3,78         | 236         | 3,02        |
| Exprimés             | Exprimés           | Exprimés    | Exprimés    | 6 725        | 91,45        | 7 267       | 93,04       |
| * conseiller sortant |                    |             |             |              |              |             |             |